# Министерство юстиции Черногории
Министерство юстиции Черногории отвечает за пенитенциарную систему страны.

## Министры
| Министр           | Начало срока      | Окончание срока   |
| ----------------- | ----------------- | ----------------- |
| Филип Вуянович    | Март 1993 года    | Май 1995 года     |
| ?                 | ?                 | ?                 |
| Желько Штуранович | 2 июля 2001 г.    | 10 ноября 2006 г. |
| Мирас Радович     | 10 ноября 2006 г. | настоящее время   |